# Enicospilus orbitalis
Enicospilus orbitalis är en stekelart som först beskrevs av William Harris Ashmead 1901.  Enicospilus orbitalis ingår i släktet Enicospilus och familjen brokparasitsteklar. Inga underarter finns listade i Catalogue of Life.